# Kamienica Wojciechowskiego w Jarosławiu
Kamienica Wojciechowskiego – zabytek architektury mieszczańskiej w Jarosławiu.
Wybudowana w 1890 roku. Od 1910 roku własność Feliksa Wojciechowskiego aptekarza, radnego, wiceburmistrza Jarosławia, znanego przedstawiciela przemysłu drogeryjnego i aptekarskiego. Rozbudowana w 1911 roku według projektu architekta Teodora Mielczuka. Na rogu mieściła się apteka „Pod Opatrznością Boską”, zwana potocznie Apteką Wojciechowskiego.